# Beat Richner

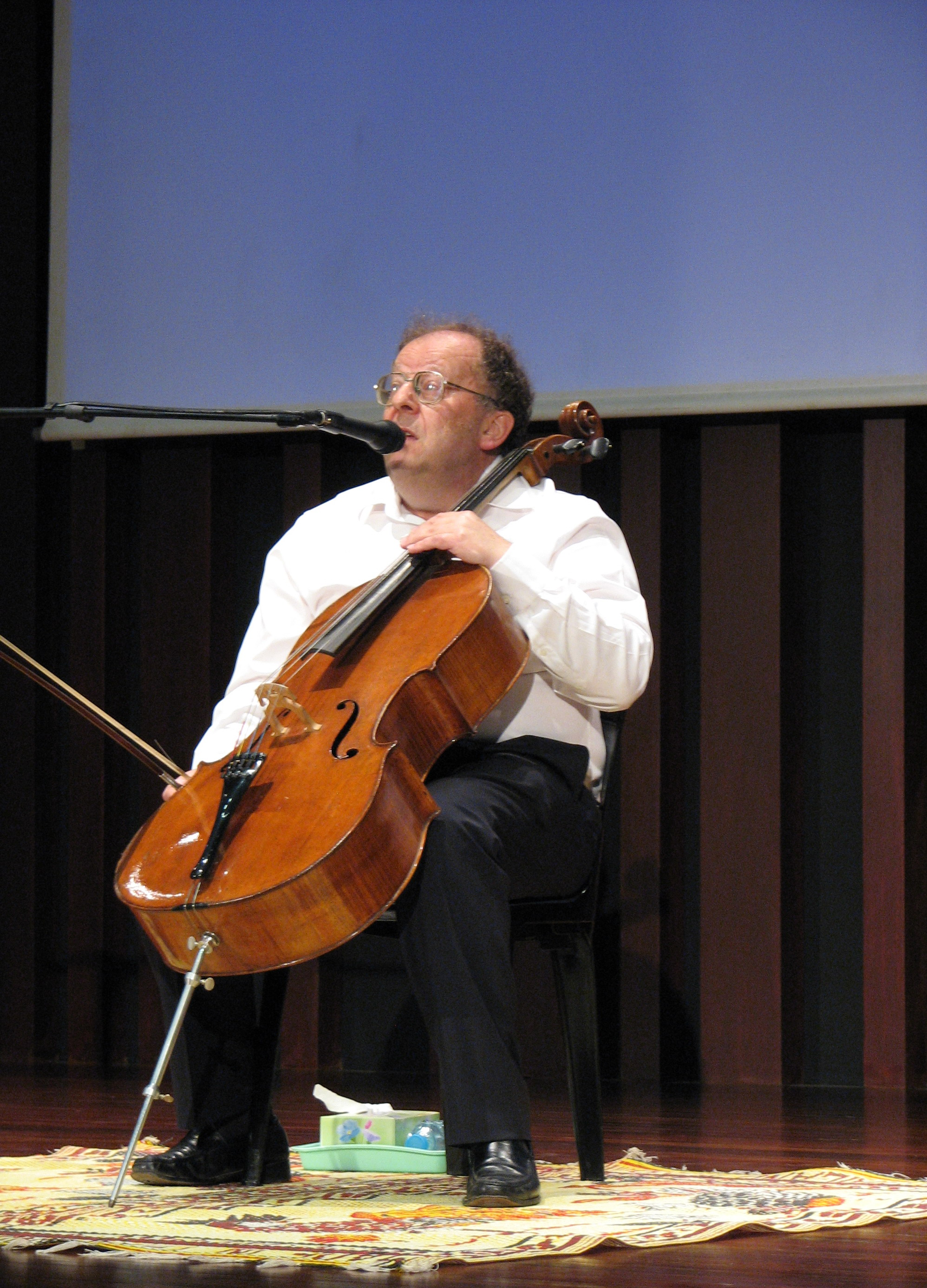
Beat Richner (2007)

Beat Richner (* 13. März 1947 in Zürich; † 9. September 2018 bei Zürich; heimatberechtigt in Rohr (Aarau) und Zürich) war ein Schweizer Kinderarzt und Cellist, der vor allem durch den Aufbau der Kantha-Bopha-Kinderspitäler in Kambodscha bekannt wurde.

## Leben
Beat Richner wurde als jüngstes der vier Kinder von Theophil und Hildegard Richner geboren und wuchs in einer Lehrerfamilie am Zürichberg auf. Von 1953 bis 1967 besuchte er die Primarschule in Zürich-Fluntern und die Kantonsschule Rämibühl. Lesen, Singen und gemeinsames Musizieren waren bei Richners üblich und alle Kinder durften ein Instrument lernen. Beat wählte das Cello und nahm von 1957 bis 1967 Privatstunden beim Cellisten Julius Bächi, bei Enrico Mainardi und Siegfried Palm. Nach der B-Matura 1967 wusste er zunächst nicht, was er studieren sollte.
Richner schuf ein eigenes Kabarettprogramm als Musikclown «Beatocello» und trat ab 1967 mit einem abendfüllenden Programm im Zürcher Kleintheater Heddy Maria Wettstein und im Basler Tabourettli auf. Mit 20 Jahren entschied er sich, wie seine beiden Schwestern, für ein Medizinstudium, wobei auch humanitäre Überlegungen eine Rolle spielten: Es interessierte ihn, wie Ungerechtigkeiten, die immer Antrieb für Kriege sein würden, getilgt werden können. Er fand, dass in der Funktion des Arztes Ungerechtigkeiten und Nöte am ehesten sinnvoll angegangen werden könnten. Dabei waren Heinrich Pestalozzi, Leo Tolstoi, Albert Schweitzer und andere seine Vorbilder.
Als Medizinstudent an der Universität Zürich von 1967 bis 1973 wurde er politisch aktiv. Er lancierte mit anderen Medizinstudenten das Projekt «Force humanitaire» für medizinische Hilfe in den ärmsten Ländern, stellte es Behörden auf Kantons- und Bundesebene vor und erhielt Unterstützung von schweizerischen medizinischen Fakultäten. Das Parlament entschied sich jedoch für das ähnliche Projekt des Katastrophenhilfekorps.
Im Wintersemester 1969/70 errangen Richner und seine Freunde die Mehrheit im Kleinen Studentenrat (KStR), der Exekutive der Studentenschaft, mit Beat Richner als Präsident. Fast alle Studenten kannten den Medizinstudenten im weissen Kittel, der im Lichthof der Universität Drehorgel spielte und zum Blutspenden aufrief, als Kabarettisten und wegen des Projekts der «Force humanitaire». Während die Studentenräte in Deutschland, Frankreich oder den USA links dominiert waren, wählten die Zürcher Studenten mit Richner einen Kandidaten der Mitte, dem das tägliche Leben wichtiger war als ein utopisches Ziel, wie es von Mao und Pol Pot in Kambodscha propagiert wurde. Als Präsident forderte er den Zürcher Regierungsrat auf, das Projekt der neuen Uni auf dem Strickhofareal voranzutreiben. Zum Jahrestag der Invasion der Tschechoslowakei wehrte er sich mit seiner denkwürdigen Fraumünster-Rede gegen totalitäre Tendenzen und prosowjetische Propaganda. Als die linken Studenten forderten, dass die Studentenschaft sich auch zu politischen Fragen äussern können sollte, liess er die gesamte Studentenschaft in einer Urabstimmung darüber entscheiden. Die Studenten lehnten mit einer Mehrheit von 4000 gegen 800 Stimmen ein solches politisches Mandat ab.
Nach Abschluss des Medizinstudiums mit dem Staatsexamen im Jahre 1973 spezialisierte er sich auf Pädiatrie am Kinderspital Zürich. 1974/1975 schickte ihn das Schweizerische Rote Kreuz, bei dem er sich für einen Auslandeinsatz gemeldet hatte, an das gut organisierte Kantha-Bopha-Kinderspital in Phnom Penh (Kambodscha). Als die Roten Khmer die Macht übernahmen, die Hauptstadt mit Raketen beschossen und alle Ausländer ultimativ aufforderten, das Land zu verlassen, konnte Richner mit dem letzten Flugzeug am 11. April 1975 entkommen. Am 17. April marschierten die Roten Khmer in Phnom Penh ein. Neun von zehn seiner damaligen Kollegen wurden in den Killing Fields umgebracht.
In Zürich nahm er seine Arbeit am Kinderspital Zürich wieder auf. Im Jahr 1980 eröffnete er zusammen mit einem Kollegen in Zürich eine eigene Kinderarztpraxis. Daneben trat er als Musikclown «Beatocello» vor Kindern im Spital, in der Deutschschweiz und im Ausland auf. Zur Illustration seines Programms und seiner musikalisch-poetischen Geschichten publizierte er vor allem Kinderbücher mit einfachen Strichmännchen.

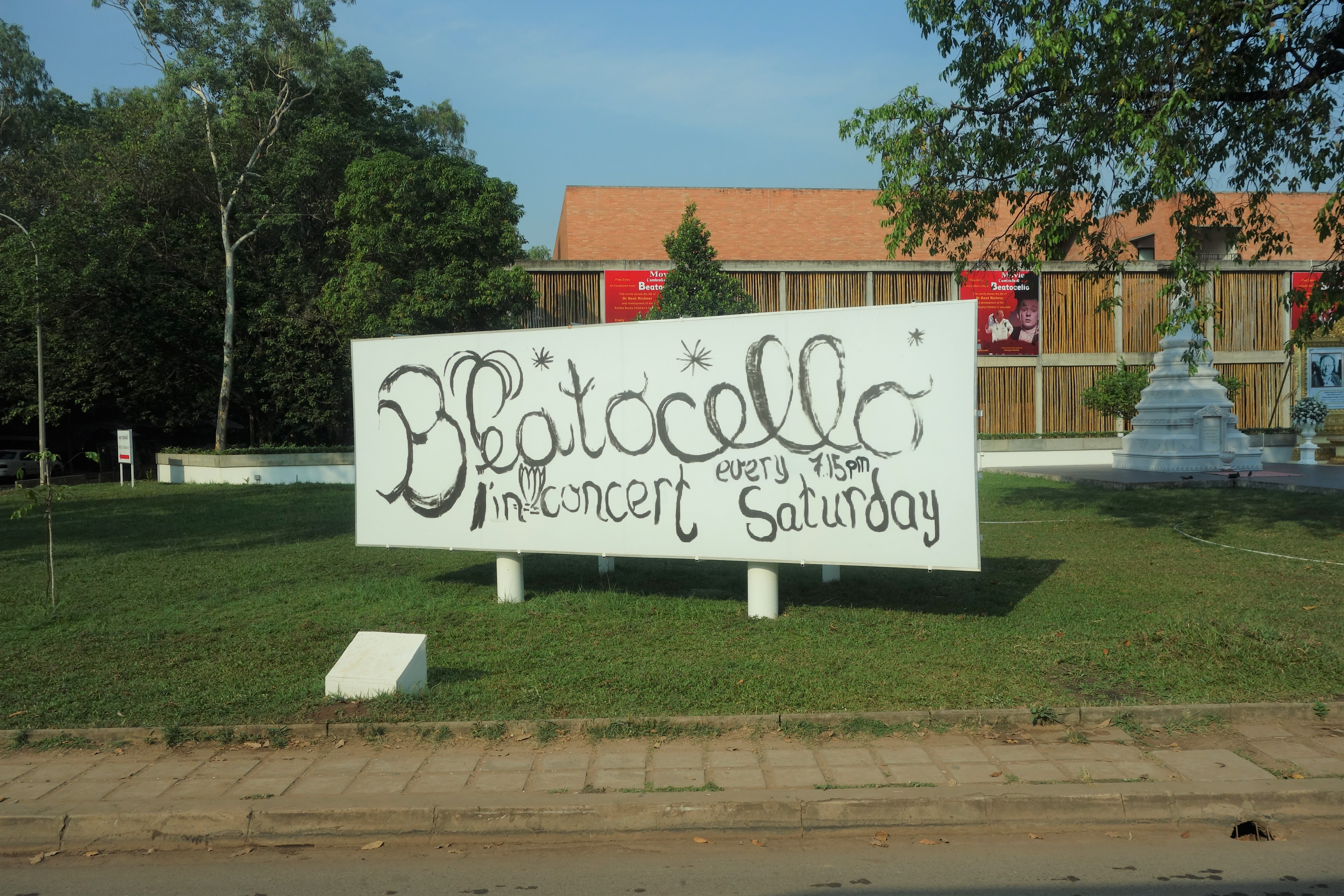
Wöchentliche Cellovorträge in Siem Reap

Als Kambodscha für Ausländer wieder zugänglich wurde, reiste Richner nach Phnom Penh und kam am 5. Februar 1991 mit dem Auftrag des Königs und des Gesundheitsministeriums zurück, Kantha Bopha wieder aufzubauen. Im Februar 1991 brachte die Schweizer Illustrierte eine Reportage mit einem Spendenaufruf für den Zürcher Kinderarzt, der ein Kinderspital im kriegszerstörten, armen Kambodscha wieder aufbauen wollte. Der Aufruf brachte 60.000 US-Dollar an Spenden, die Richner, nachdem er in Zürich eine Stiftung gegründet hatte, im April in bar (der Bankverkehr funktionierte noch nicht) nach Kambodscha brachte. Dank dieser Spende konnte mit der Renovation des Spitals begonnen werden. Auch der weitere Ausbau der Spitäler musste über mehrere Jahre ausschliesslich mit privaten Spenden aus der Schweiz finanziert werden, die Richner mit seinen regelmässigen Cello-Vorträgen in der Schweiz und der jährlichen Zirkus-Knie-Gala organisieren konnte. Das war einer der Hauptgründe, warum aus den fünf Jahren, die Richner bleiben wollte, 27 Jahre wurden. Private Spenden aus der Schweiz und anderen Ländern blieben auch nach Richners Tod die wichtigste Einnahmequelle.

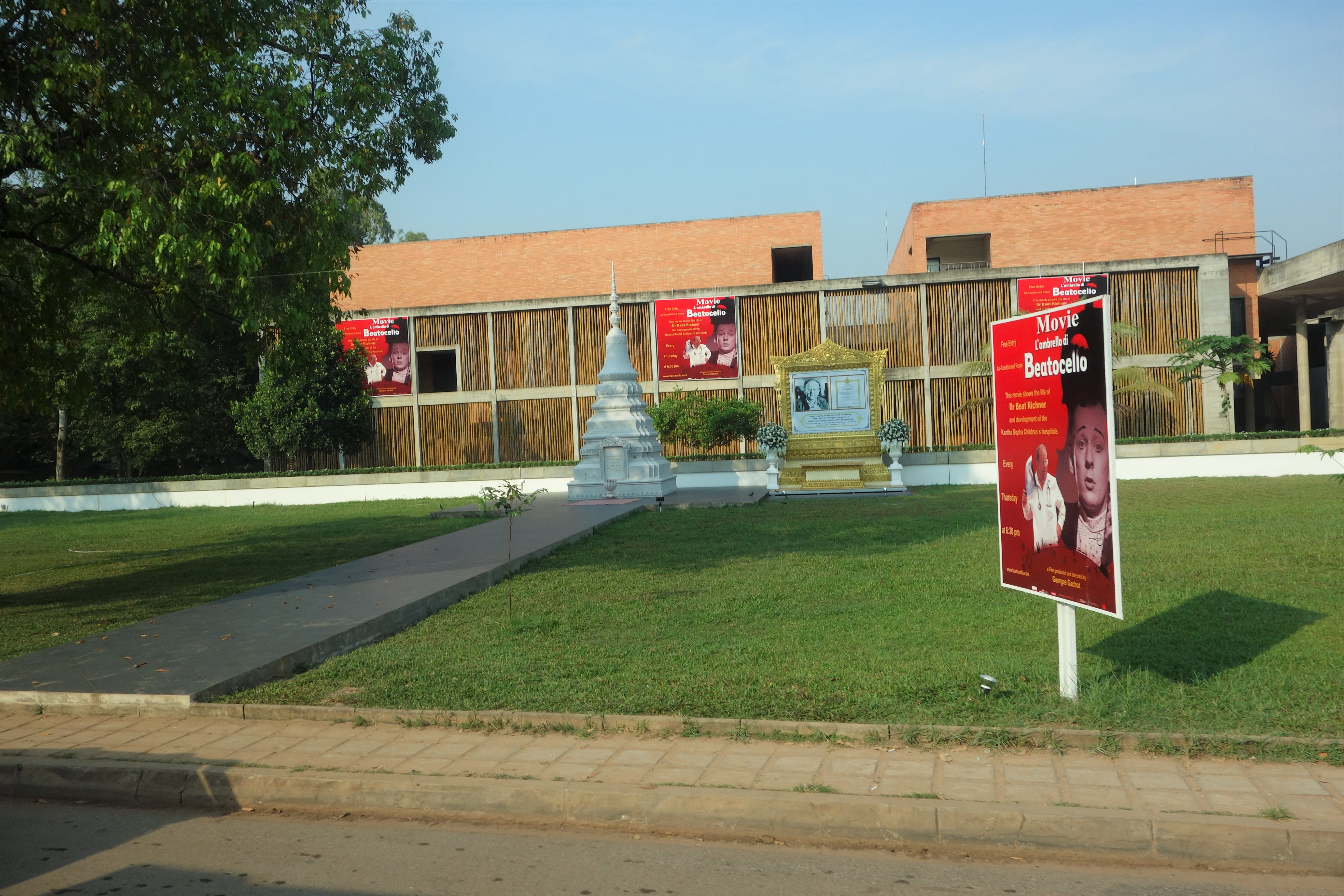
Siem Reap (2018):100 Tage Staatstrauer um Beat Richner

Richner begab sich Ende Februar 2017 zu medizinischen Untersuchungen in die Schweiz, da er an einer unbekannten Krankheit litt. Im März 2017 wurde bekannt, dass Richner die Leitung der Spitäler aus Gesundheitsgründen abgeben werde. Er litt an einer seltenen und unheilbaren Hirnerkrankung mit zunehmendem Funktions- und Gedächtnisverlust. Die Leitung der Spitäler übernahm sein langjähriger Freund und Mitarbeiter Peter Studer. Am 9. September 2018 starb Richner im Alter von 71 Jahren in einem Pflegeheim bei Zürich. Die Gedenkfeier fand am 24. Oktober im Grossmünster statt. Am 5. Dezember wurde die Urne nach Kambodscha gebracht. Die Trauerperiode wurde auf Geheiss des Gesundheitsministers von sieben auf hundert Tage verlängert. Das Grabmal von Richner ist eine Stupa, welche auf Wunsch des Königs von Kambodscha Norodom Sihamoni vor dem Spital in Siem Reap auf öffentlichem Grund errichtet wurde.

## Werk
Im Dezember 1991 hatte die kambodschanische Regierung Richner gebeten, das Kinderspital Kantha Bopha in Phnom Penh, das während der Herrschaft der Roten Khmer zerstört worden war, wieder aufzubauen und zu leiten. Im März 1992 gründete er in Zürich die Stiftung für kambodschanisch-schweizerische Partnerschaft in Pädiatrie, heutiger Name: Stiftung Kinderspital Kantha Bopha, Dr. med. Beat Richner. Anschliessend reiste er nach Phnom Penh, um mit den Wiederaufbauarbeiten zu beginnen. Im November 1992 konnte das Spital (heute als Kantha Bopha I bekannt) seinen Betrieb unter Richners Leitung wieder aufnehmen. In den folgenden Jahren wurde es ständig ausgebaut und an die dringendsten Bedürfnisse angepasst. Im Laufe der Zeit wurden noch vier weitere Spitäler errichtet: drei in Phnom Penh, eines in Siem Reap.
Das erfolgreiche Werk Richners orientiert sich an einer Reihe von Prinzipien: Richner betrachtete seine Arbeit nicht als Wohltätigkeit, sondern er fühlte sich verpflichtet, die Kriegszerstörungen zu reparieren und Gerechtigkeit wiederherzustellen. Kindern als den empfindlichsten Opfern von Kriegen das Überleben zu sichern, war für ihn Friedenswerk, weil sie dem Land zukünftig Frieden bringen und erhalten können. Seiner Meinung nach hat jedes Kind dieser Welt, ungeachtet seiner Herkunft, Anspruch auf korrekte, moderne Medizin (Tuberkulosebekämpfung, Verhinderung von Mutter-Kind-Übertragung von HIV mit antiretroviralen Medikamenten usw.). Barfussmedizin für arme Länder hielt er für unmenschlich, weshalb alle Kinder in Richners Spitäler kostenlos versorgt werden. Nur die Ärzte entscheiden nach medizinischer Dringlichkeit, wer behandelt wird.
Die Spendengelder werden von der Stiftung selbst verwaltet und gehen nicht an die Regierung. Das Personal erhält von der Spitaldirektion einen korrekten und existenzsichernden Lohn, damit es nicht auf Nebenverdienste angewiesen ist und Korruption verhindert wird. Die Kantha-Bopha-Spitäler sind Universitätskliniken und deshalb muss die hohe Qualität der Medizin in Zusammenarbeit mit internationalen Spezialisten gesichert werden. Richner achtete auf das Kosten/Nutzen-Verhältnis, das als eines der weltbesten gilt, mit einer schlanken Administration einhergeht und von einem Schweizer Treuhandbüro geprüft wird. Schon vor Jahren hatte sich Richner um seine Stellvertretung und Nachfolge gekümmert, um die Nachhaltigkeit seines Werkes zu sichern.
Binnen 20 Jahren (von 1992 bis 2012) wurden rund 12 Millionen Kinder behandelt; bis 2017 waren es insgesamt 18 Millionen Kinder. Bis 2012 wurde eine Million Kinder hospitalisiert. In den fünf Spitälern werden rund 85–90 % der kranken Kinder des ganzen Landes behandelt.

## Auszeichnungen
- 1993: Freiheitspreis der Max Schmidheiny-Stiftung[11]
- 1994: Adele-Duttweiler-Preis für seine Verdienste im Armenhaus Südostasiens[12]
- 1998: Ehrendoktorwürde, verliehen von der École polytechnique fédérale de Lausanne[13]
- 2002: Ehrendoktorwürde, verliehen von der Medizinischen Fakultät der Universität Zürich[14]
- 2003: Wahl zum Schweizer des Jahres 2002[15]
- 2018: Grosskreuzritter des Königlichen Ordens von Kambodscha[16][17] (posthum verliehen)

## Publikationen

### Schriften (Auswahl)
- Kantha Bopha. Als Schweizer Arzt in Kambodscha. NZZ, Zürich 1995, ISBN 3-85823-570-9.
- Hoffnung für die Kinder von Kantha Bopha. NZZ, Zürich 2003, ISBN 3-03823-105-3.
- Ambassador. Zwischen Leben und Überleben. Rio bei Elster, Zürich 2009, ISBN 978-3-907668-80-1.

### Tonträger
- Der Cello-Komiker, Beatocello, 1978
- Silviolino / s Nashorn / d'Agave / de Sprinti und de Läbi, Beatocello, 1981
- Die wunderbare Blume, Beatocello, 1984
- Das Kamelelelelel...Eine Geschichte für Erwachsene ab etwa 5 Jahren, Beatocello, 1987
- Beatocello zum internationalen Tag des Kindes, Beatocello
- Beatocello in e-moll mit Pascale Berthelot (Klavier), 2006 (in Kambodscha aufgenommen)[18]

## Filme über Richner
- Bach at the Pagoda (1997, Regie: Georges Gachot)
- And the Beat goes on (1999, Georges Gachot)
- Depardieu goes for Beatocello (2002, Georges Gachot)
- Money or Blood (2004, Georges Gachot)
- Kantha Bopha, 15 ans déjà (TV 2007, Georges Gachot)
- L’ombrello di Beatocello (2012, Georges Gachot)[19][20]
- Beat Richners Vermächtnis (2023 / 47', Georges Gachot)